# Pristimantis crucifer
Pristimantis crucifer es una especie de anfibio anuro de la familia Craugastoridae.

## Distribución
Esta especie es endémica de la vertiente occidental de la Cordillera Occidental en Ecuador. Habita en las provincias de Imbabura, Esmeraldas, Pichincha, Cotopaxi y Bolívar entre los 1.200 y 1.800 m de altitud.

## Descripción
El holotipo mide 19 mm.

## Publicación original
- Boulenger, 1899 : Descriptions of new reptiles and batrachians collected by Mr. P.O. Simons in the Andes of Ecuador. Annals and Magazine of Natural History, sér. 7, vol. 4, p. 454-457[5]